# Anke Huber
Anke Huber (ur. 4 grudnia 1974 w Bruchsalu) – niemiecka tenisistka, wicemistrzyni Australian Open z 1996 roku, półfinalistka turniejów wielkoszlemowych w grze podwójnej i mieszanej, klasyfikowana w rankingu WTA na 4. miejscu w grze pojedynczej (1996) i 30. w grze podwójnej (2000), reprezentantka Niemiec w Pucharze Federacji i na igrzyskach olimpijskich, zdobywczyni Pucharu Hopmana. Tenisistka praworęczna.

## Kariera tenisowa
Huber rozpoczęła treningi tenisowe w wieku siedmiu lat, zachęcona przez ojca. Jako juniorka zdobywała tytuły w mistrzostwach Niemiec, była także półfinalistką wielkoszlemowego Wimbledonu. W 1989 roku została tenisistką profesjonalną, miała wówczas piętnaście lat.
W styczniu 1990 zadebiutowała w seniorskim turnieju Wielkiego Szlema w australijskim Melbourne. Był to dopiero jej drugi występ w cyklu WTA, doszła w nim do trzeciej rundy, pokonana przez Włoszkę Raffaellę Reggi. W sierpniu w amerykańskim Schenectady wygrała swój pierwszy turniej profesjonalny, zwyciężając w finale Marianne Werdel. Miesiąc później w Bajonnie pokonała Zinę Garrison i Catherine Tanvier. W finale nie sprostała Nathalie Tauziat. W styczniu 1991 roku była już na ustach całego tenisowego świata jako najmłodsza w historii ćwierćfinalistka Australian Open (rekord ten poprawiła Martina Hingis w 1996 roku). Huber wygrała między innymi z Manuelą Maleewą-Fragniere, Pam Shriver i Natallą Zwierawą, ulegając dopiero Monice Seles. W ciągu kilku kolejnych miesięcy dominatorki światowych kortów udowodniły jej jednak, że wciąż jest od nich słabsza. Przegrała z rodaczką Steffi Graf, Arantxą Sánchez i Martiną Navrátilovą. W sezonie 1991 grała ze zmiennym szczęściem, nie obroniła tytułu z Schenectady, ale wygrała tam z Lindsay Davenport. Imponująco zagrała przed własną publicznością w Filderstadt, eliminując kolejno Lori McNeil, Zwierawą, Garrison, Sukovą i wreszcie Navrátilovą. Amerykanka została po raz pierwszy od ośmiu lat pokonana przez nierozstawioną tenisistkę. Huber zdecydowała się na porzucenie wyższej szkoły.
Rok 1992 Huber rozpoczęła od półfinału w Sydney i ćwierćfinału w Melbourne, dwukrotnie wygrywając z Janą Novotną. W lipcu po raz pierwszy pojechała na letnie igrzyska olimpijskie do Barcelony i doszła do ćwierćfinału, ulegając Jennifer Capriati. W maju 1993 osiągnęła półfinał Roland Garros, pokonana przez Steffi Graf. Na Wimbledonie po raz drugi w karierze dotarła do czwartej rundy, nigdy później nie poprawiając tego rezultatu. W listopadzie wystąpiła w turnieju Mistrzyń WTA. Po zwycięstwach nad Conchitą Martínez i Magdaleną Maleewą uległa nikomu innemu, jak odwiecznej narodowej rywalce, Steffi Graf. W październiku 1994 ponownie zwyciężyła w Filderstadt; ograła Navrátilovą i obrończynię tytułu, Mary Pierce w finale. Nad Francuzką triumfowała także w drodze do wygranej w Filadelfii kilka tygodni później. W mistrzostwach WTA pokonana w pierwszym spotkaniu przez Lindsay Davenport.
Na przełomie roku 1994 i 1995 wystąpiła w barwach Niemiec w rozgrywkach Pucharu Hopmana, partnerując Borisowi Beckerowi. Niemieccy zawodnicy pokonali najpierw Austriaków, następnie Francuzów, a w decydującym starciu wygrali 3:0 z reprezentantami Ukrainy, Nataliją i Andrijem Medwediewami.
Przez cały sezon 1995 osiągała wymierne wyniki, wciąż przegrywając z tymi samym zawodniczkami, czyli Graf, Maleewą, Sánchez Vicario, Novotną i Hingis. Najlepszy wynik w roku osiągnęła w ostatnim występie, WTA Championships, gdzie została wicemistrzynią. Wygrała z Mary Pierce, Kimiko Date i Brendą Schultz. W styczniu 1996 osiągnęła najlepszy rezultat w swojej karierze tenisowej, znajdując się w finale wielkoszlemowego Australian Open. Przegrała z Monicą Seles 4:6, 1:6. Większe problemy sprawiły jej jedynie Amanda Coetzer i Conchita Martínez w ćwierćfinale i półfinale. Wygrywając turniej na trawiastych kortach w Rosmalen została dziewiętnastą tenisistką ery open, której udziałem stały się główne premie imprez zawodowych na wszystkich nawierzchniach. Niepokonana także w Manhattan Beach i Lipsku; w finale w Filderstadt przegrała z Martiną Hingis. W pierwszej rundzie turnieju mistrzyń odpadła z Ivą Majoli. Sklasyfikowana na najwyższym, czwartym miejscu w rankingu WTA.
Po nieudanym sezonie 1997 osiągnęła półfinał Australian Open w styczniu 1998. Uległa Hingis, ale wcześniej wyeliminowała z zawodów Sánchez Vicario i Coetzer. Był to jej najlepszy rezultat w roku; przeszła operację kontuzjowanego ścięgna Achillesa i zrezygnowała z występów na cztery miesiące, opuszczając turnieje wielkoszlemowe w Paryżu i Londynie. W czasie ostatnich siedemnastu tygodni rozgrywek WTA w 1999 roku występowała aż przed piętnaście tygodni – dwa pozostałe to rozgrywki Fed Cupu i wielkoszlemowe turnieje. Jako jedna z ostatnich zdołała zakwalifikować się do turnieju kończącego sezon, gdzie pokonała Julie Halard-Decugis, ale przegrała z Davenport. Wygrała turniej WTA w Sopocie. Tymczasem zmagała się urazem stopy i nadgarstka. Te kontuzje wykluczyły ją z Australian Open 2000; wystąpiła dopiero na hali w Paryżu, osiągając finał (porażka z Amélie Mauresmo). Następnie w półfinale w Nicei, ćwierćfinale w Miami (miała setbola przeciwko Hingis) i finale w Strasburgu. Na Wimbledonie pokonana przez sensacyjną wicemistrzynię, Belgijkę Justine Henin. W sierpniu osiągnęła półfinał w Canadian Open. Zakwalifikowała się do Mistrzostw WTA, w których przegrała w pierwszej rundzie z Henin 1:6, 2:6. Był to jej ostatni mecz w karierze zawodowej; na jej zakończenie zdecydowała się po tym właśnie turnieju.
W 2002 roku nawiązała współpracę z Niemiecką Federacją Tenisową i została dyrektorem sportowym turnieju Porsche Tennis Grand Prix, obecnie rozgrywanego w Stuttgarcie, wówczas w Filderstadt.

## Życie prywatne
Anke jest córką Gerdy i Edgara Huber. Ma starszego brata, Franka. W 2001 roku kupiła dom na Majorce. Ma sentyment do Australii, a jej ulubione miasta to Sydney i Melbourne. Ceni kuchnię japońską, zwłaszcza sushi. Niegdyś związana z ukraińskim tenisistą, Andrijem Medwediewem. W kwietniu 2005 urodziła pierwszego syna, Moritza Lucę. Ojcem dziecka jest jej partner, Roger Wittmann. W październiku 2006 przyszła na świata jej córka, Laura Sophie.

## Wygrane turnieje

### gra pojedyncza (12)
| Lp  | Rok  | Turniej     | Finalistka          | Wynik          |
| 1.  | 1990 | Schenectady | Marianne Witmeyer   | 6:1 5:7 6:4    |
| 2.  | 1991 | Filderstadt | Martina Navrátilová | 2:6 6:2 7:6(4) |
| 3.  | 1993 | Kitzbühel   | Judith Wiesner      | 6:4 6:1        |
| 4.  | 1994 | Styria      | Judith Wiesner      | 6:3 6:3        |
| 5.  | 1994 | Filderstadt | Mary Pierce         | 6:4 6:2        |
| 6.  | 1994 | Filadelfia  | Mary Pierce         | 6:0 6:7(4) 7:5 |
| 7.  | 1995 | Lipsk       | Magdalena Maleewa   | walkower       |
| 8.  | 1996 | Rosmalen    | Helena Suková       | 6:4 7:6(2)     |
| 9.  | 1996 | Lipsk       | Iva Majoli          | 5:7 6:3 6:1    |
| 10. | 1996 | Luksemburg  | Karina Habšudová    | 6:3 6:0        |
| 11. | 2000 | Lizbona     | Nathalie Dechy      | 6:2 1:6 7:5    |
| 12. | 2000 | Sopot       | Gala León García    | 7:6(4) 6:3     |

### gra podwójna (1)
| Lp | Rok  | Turniej | Partnerka   | Finalistki                   | Wynik          |
| 1. | 1997 | Hamburg | Mary Pierce | Ruxandra Dragomir Iva Majoli | 2:6 7:6(1) 6:2 |